# Ernest Sambou
Ernest Sambou (* 22. Dezember 1947 in Cadjinol, Casamance) ist ein senegalesischer Geistlicher und emeritierter römisch-katholischer Bischof von Saint-Louis du Sénégal.

## Leben
Ernest Sambou empfing am 29. Dezember 1975 die Priesterweihe.
Papst Johannes Paul II. ernannte ihn am 22. Februar 2003 zum Bischof von Saint-Louis du Sénégal. Sein Amtsvorgänger Pierre Sagna CSSp spendete ihm am 29. Juni desselben Jahres die Bischofsweihe; Mitkonsekratoren waren Théodore-Adrien Sarr, Erzbischof von Dakar, und Laurent Akran Mandjo, Bischof von Yopougon.
Am 12. Januar 2023 nahm Papst Franziskus sein altersbedingtes Rücktrittsgesuch an.